# Pièce à machines
Une pièce à machines est une pièce de théâtre qui accorde une grande importance à des effets de mise en scène spectaculaires, analogues à des effets spéciaux.

## Aspect historique
Pour éblouir les spectateurs avides de merveilleux, ces pièces accordent une place importante aux effets de changements de décor et à la machinerie. On y voit des mers déchaînées, des divinités volant dans les airs, des éclairs et autres prodiges.
Le genre est d'origine italienne : « Nous leur sommes redevables de la belle invention de ces machines et de ces vols hardis qui attirent en foule tout le monde à un spectacle si magnifique » écrit Samuel Chappuzeau. Le Bernin met en scène, dès 1638, L'Inondation du Tibre, dont le réalisme impressionne le public et les ingénieurs spécialistes de ce type d'effets sont Jacques Torelli, Gaspare Vigarani et ses deux fils, Charles Vigarani, Lodovico Vigarani, qui collaboreront, entre autres, aux Plaisirs de l'Île enchantée. Le genre se répand en France à partir de 1645 sous l'impulsion de Mazarin et des Jésuites qui montent volontiers des représentations édifiantes dans leurs collèges. Son esthétique propre est sensiblement différente de celle des pièces classiques : elle recherche la diversité plutôt que l'unité, notamment à l'échelle du lieu, elle délaisse le vraisemblable pour le merveilleux, et enfin, le texte y perd un peu de son importance en faveur des effets spectaculaires, comme le reconnaît Pierre Corneille, dans l‘Argument d‘Andromède : « la beauté de la représentation supplée au manque de beaux vers […] parce que mon principal but ici a été de satisfaire la vue par l'éclat et la diversité du spectacle, et non pas de toucher l'esprit par la force du raisonnement, ou le cœur par la délicatesse des passions. […] cette pièce n'est que pour les yeux ».
Au Marais, théâtre spécialisé dans ce genre de spectacles, certaines représentations comme celle de La Toison d'or du même Corneille, constituent à l'époque un événement dont on parle longtemps. L'envoyé de la Cour de Savoie évoque en termes enthousiastes la représentation de la tragédie-ballet Psyché, due à la collaboration de Molière, Corneille, Quinault et Lully, et dont Vigarini a conçu les machines : « Mais pour la dernière scène, c'est bien la chose la plus étonnante qui se puisse voir, car l'on voit tout en un instant paraître plus de trois cents personnes suspendues ou dans les nuages ou dans une gloire, et cela fait la plus belle symphonie du monde en violons, théorbes, luths, clavecins hautbois, flûtes, trompettes et cymbales. »

## Rôle
L'aspect spectaculaire des effets spéciaux obtenus satisfait pleinement le public de l'époque baroque, car ils se prêtent fort bien à l'expression de l'intensité chère à la thématique de ce mouvement.

## Exemples de pièces à machines
- Andromède de Pierre Corneille, dans le genre de la tragédie à machines, avec intermèdes musicaux.
- Circé de Thomas Corneille.
- Don Juan de Molière (particulièrement au dénouement).
- La Toison d'or ou La Conquête de la Toison d'or de Pierre Corneille.
- Le Mariage de Bacchus et d'Ariane de Jean Doneau de Visé.